# Bronisław Czech

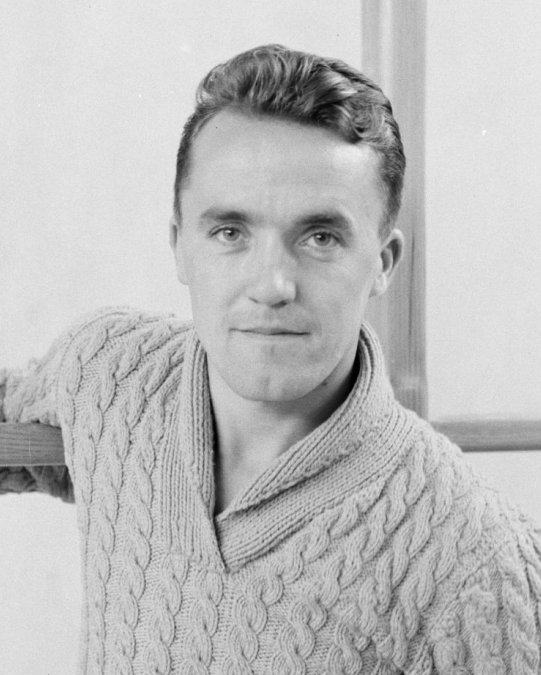
Czech, 1934.

Bronisław Czech född 16 augusti 1908 i Zakopane, död 4 juni 1944 i Oświęcim var en polsk vinteridrottare. Han deltog i tre olympiska spel, 1928 i Sankt Moritz, 1932 i Lake Placid och 1936 i Garmisch-Partenkirchen. Han tävlade i skiftande grenar som backhoppning, längdskidåkning och alpin skidåkning. Bästa resultatet var sjunde plats i nordisk kombination 1932 och i 4x10 kilometer stafett 1936. Under andra världskriget var han en polsk motståndskämpe mot Tyskland. Han dog av tyfus 1944 i Auschwitz-Birkenau.